# Rafael Guerra Bejarano
Rafael Guerra Bejarano «Guerrita» (Còrdova, 6 de març de 1862 - Còrdova, 21 de febrer de 1941 va ser un torero andalús.

## Biografia
S'inicia en el món del toreig d'amagat dels seus pares amb els caps de bestiar que portaven a l'escorxador. Durant molts anys va ser banderiller, començant en 1877. El 26 de juny de 1879, es presenta a Madrid amb el sobrenom «Llaverito» i gaudeix de triomfs memorables com el de Còrdova al setembre de 1880, on a petició del públic se li va cedir l'últim toro. Va ser tal la seva fama que alguns empresaris exigien a «El Gallo», a la quadrilla del qual pertanyia, que mai faltés el seu banderiller.
Integrat en diferents quadrilles, en 1885 ingressa en la quadrilla de «Lagartijo», que es converteix en el seu mestre i protector i li cedeix toros amb freqüència. Després de dos anys d'aprenentatge pren l'alternativa a la Plaça de la carretera d'Aragó a Madrid de la mà de «Lagartijo» el 29 de setembre de 1887. En la següent temporada actua en 75 corregudes arribant a ser l'ídol del públic.
El gener de 1889 es casa amb Dolores Sánchez amb la que tindrà 10 fills. El primer, un nen, només va viure 6 mesos. Els altres foren Dolores, Juana, Rafael, Emilia, Pilar, Maria Luisa, Carmen, Rosario i Josefa.
Durant els següents 12 anys, va compartir hegemonia al món del toreig amb «Lagartijo» i amb «Frascuelo». El 12 de maig de 1890 se celebra la correguda de comiat de «Frascuelo», i «Guerrita» es brinda a banderillar els seus toros. La seva última correguda va ser el 15 d'octubre de 1899 a la Plaça de Toros de Saragossa. Des de llavors es va dedicar als seus negocis i a la seva família, així com al Club Guerrita, club social que es va fer molt popular a Còrdova, situat al Carrer Gondomar.
Rafael Guerra Bejarano mor a Còrdova el 21 de febrer de 1941. És considerat el segon dels cinc Califes del toreig. El «Guerrita», respectat per tots, durant la seva carrera taurina va tenir entre els mateixos companys els més incondicionals admiradors. Va tractar amb totes les classes socials i va alternar de la mateixa manera amb les més baixes i amb els polítics més rellevants de l'època i membres de la família reial. Va tenir una estreta relació amb el rei Alfons XIII amb el que compartien el gust per la cacera.
Un altre dels trets més característics de «Guerrita» és el seu sentit de l'humor, les seves sentències, frases i un munt d'anècdotes. Sempre se'l recordarà vestit amb el vestit de llums curt i el barret cordovès.